# 일마르 라그

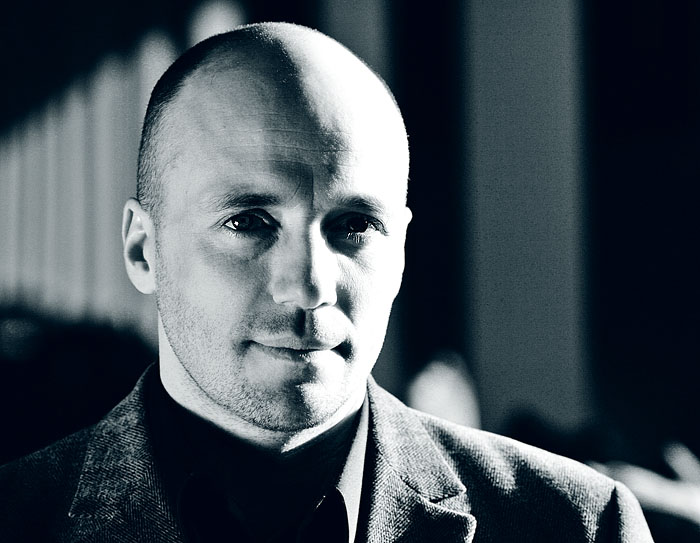
Ilmar Raag (2007)

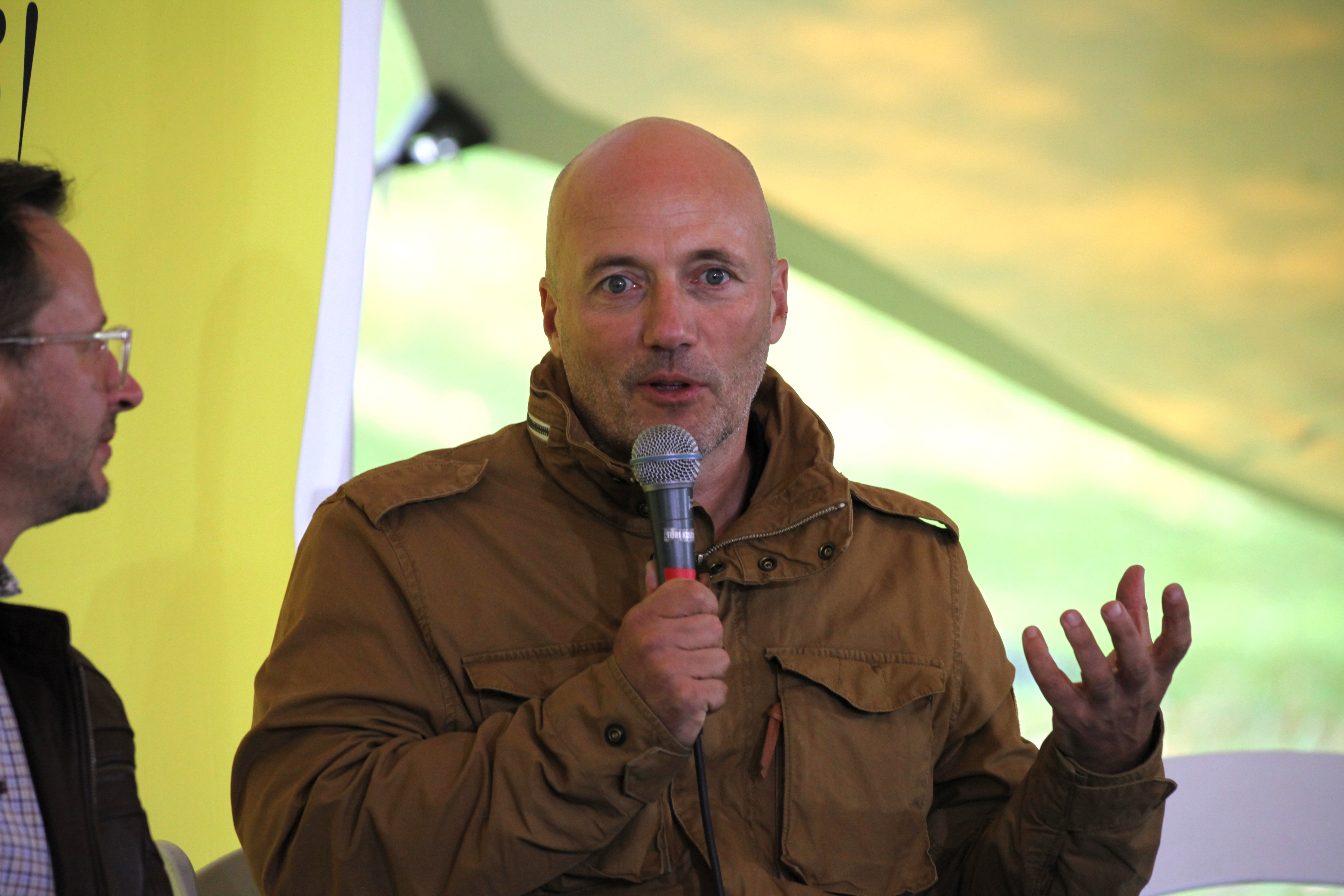
Ilmar Raag (2021)

일마르 라그(Ilmar Raag, 1968년 5월 21일~)는 에스토니아의 영화 감독, 각본가, 저널리스트이다.
쿠레사레에서 태어났다.

## 영화
- 아이 원트 컴 백 (2014년)
- 러브 이스 블라인드 (2013년)
- 레이디 인 파리스 (2012년)
- 아이 워즈 히어 (2008년)
- 클래스 (2007년)
- 비전스 오브 유럽 (2004년)